# Czyżkówko (Czyżkowo)
Czyżkówko – część wsi Czyżkowo w Polsce, położona w województwie wielkopolskim, w powiecie złotowskim, w gminie Lipka.
W latach 1975–1998 Czyżkówko administracyjnie należało do województwa pilskiego.